# Monument à Albert Ier (Paris)
 (mai 2025).
Si vous disposez d'ouvrages ou d'articles de référence ou si vous connaissez des sites web de qualité traitant du thème abordé ici, merci de compléter l'article en donnant les références utiles à sa vérifiabilité et en les liant à la section « Notes et références ».
Le Monument à Albert Ier est une statue équestre située à Paris, en France, il se dresse à l'entrée du cours la Reine, près de la place de la Concorde.

## Historique
En 1934, des conseillers municipaux proposent l’érection d’un monument en l'honneur du roi des Belges, Albert Ier, sur demande d'un comité dont la présidence fut assumée par le maréchal Lyautey. Le monument fut réalisé en remerciement pour le rôle du roi durant la Grande Guerre et en hommage à sa mort tragique dans un accident d'escalade à Marche-les-Dames. Elle fut réalisée grâce aux dons arrivés à la suite du lancement d’une souscription nationale.
L’administration des Beaux-Arts a été chargée d’étudier un emplacement. Trois lieux sont alors proposés : autour du Grand-Palais, du pont Alexandre-III, ou dans le prolongement de l’avenue Henri-Martin. Finalement, c'est le cours la Reine qui sera choisi. Le conseil municipal accepte la proposition et lance un concours national pour la réalisation de la statue.
En 1936, c'est Armand Martial qui remporte le concours ; la statue équestre est alors inaugurée en grande pompe le 12 octobre 1938 en présence du président de la République française, Albert Lebrun, de la reine mère, Élisabeth en Bavière, de son fils aîné, le roi Léopold III, du maréchal Lyautey, du président du conseil municipal, Gaston Le Provost de Launay, et de nombreuses personnalités de la commission exécutive ou du comité de patronage.  
Durant les visites d'État en France des souverains belges, ils prennent toujours le temps de venir saluer le monument honorant la mémoire du Roi chevalier à Paris.

## Description
Le monument est composé d'une statue équestre en bronze représentant le roi des Belges Albert Ier, habillé à la façon d'un militaire, monté sur un cheval. Il repose sur un haut piédestal où deux bas-reliefs évoquent la Belgique et la guerre, avec sur le côté gauche le nom des villes où a eu lieu une bataille majeure durant la guerre et sur le côté droit les noms des provinces belges. En contrebas du piédestal sont aussi présentes les différentes armoiries des provinces belges.

Les bas-reliefs du socle
Le bas-relief côté gauche.
Le bas-relief côté droit.

Armoiries provinciales
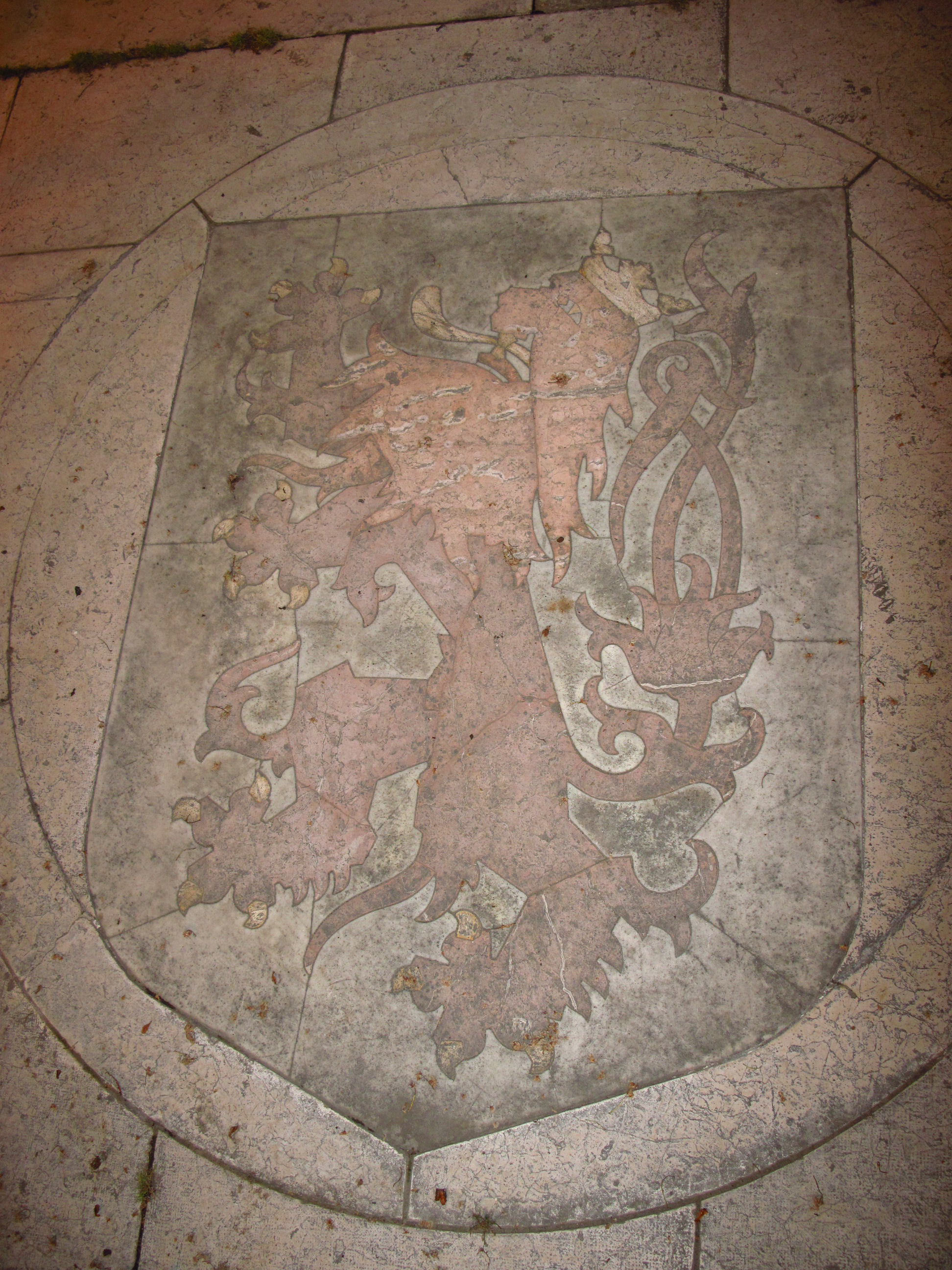
Armoiries de la province de Limbourg.
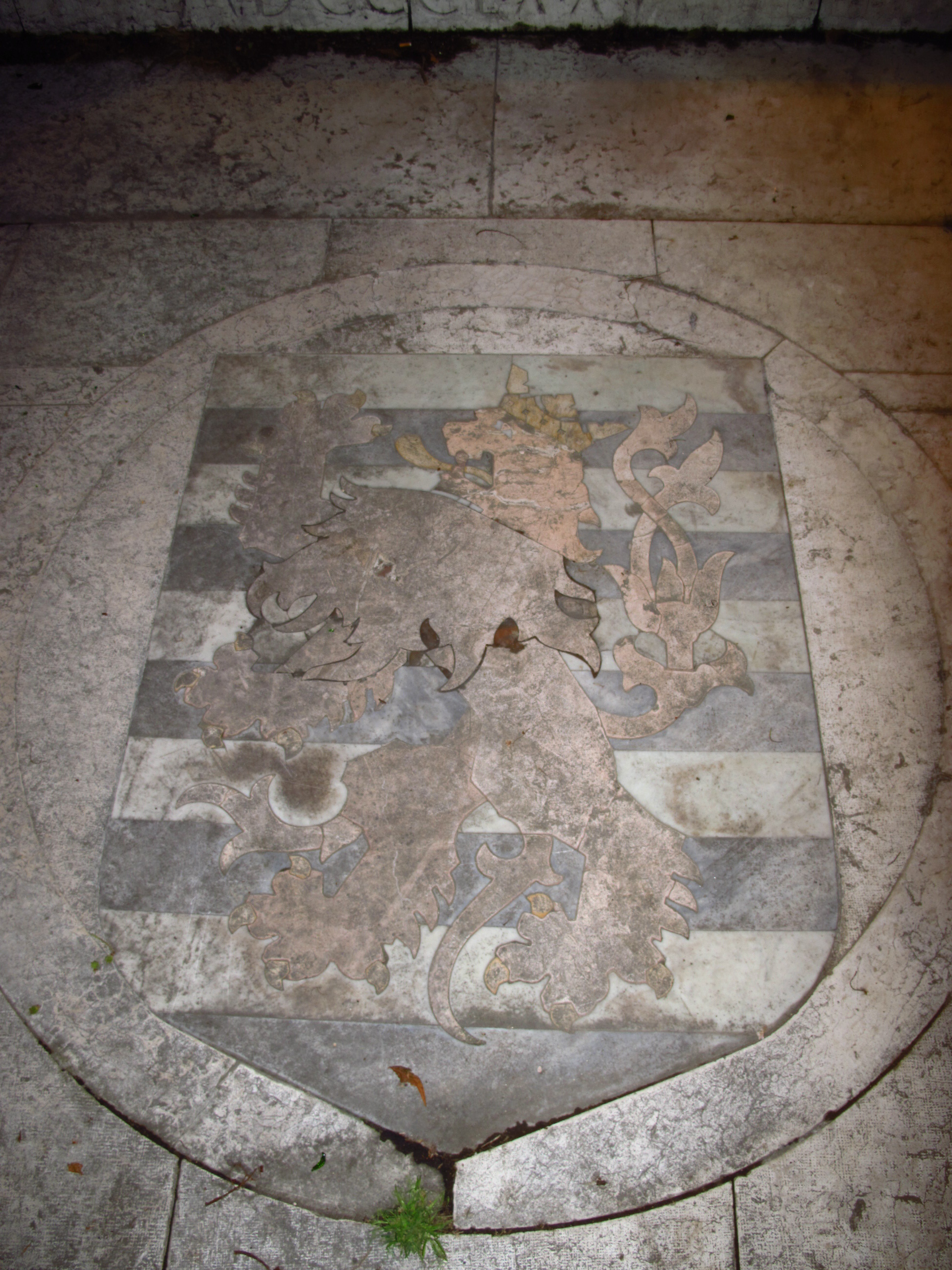
Armoiries de la province de Luxembourg.
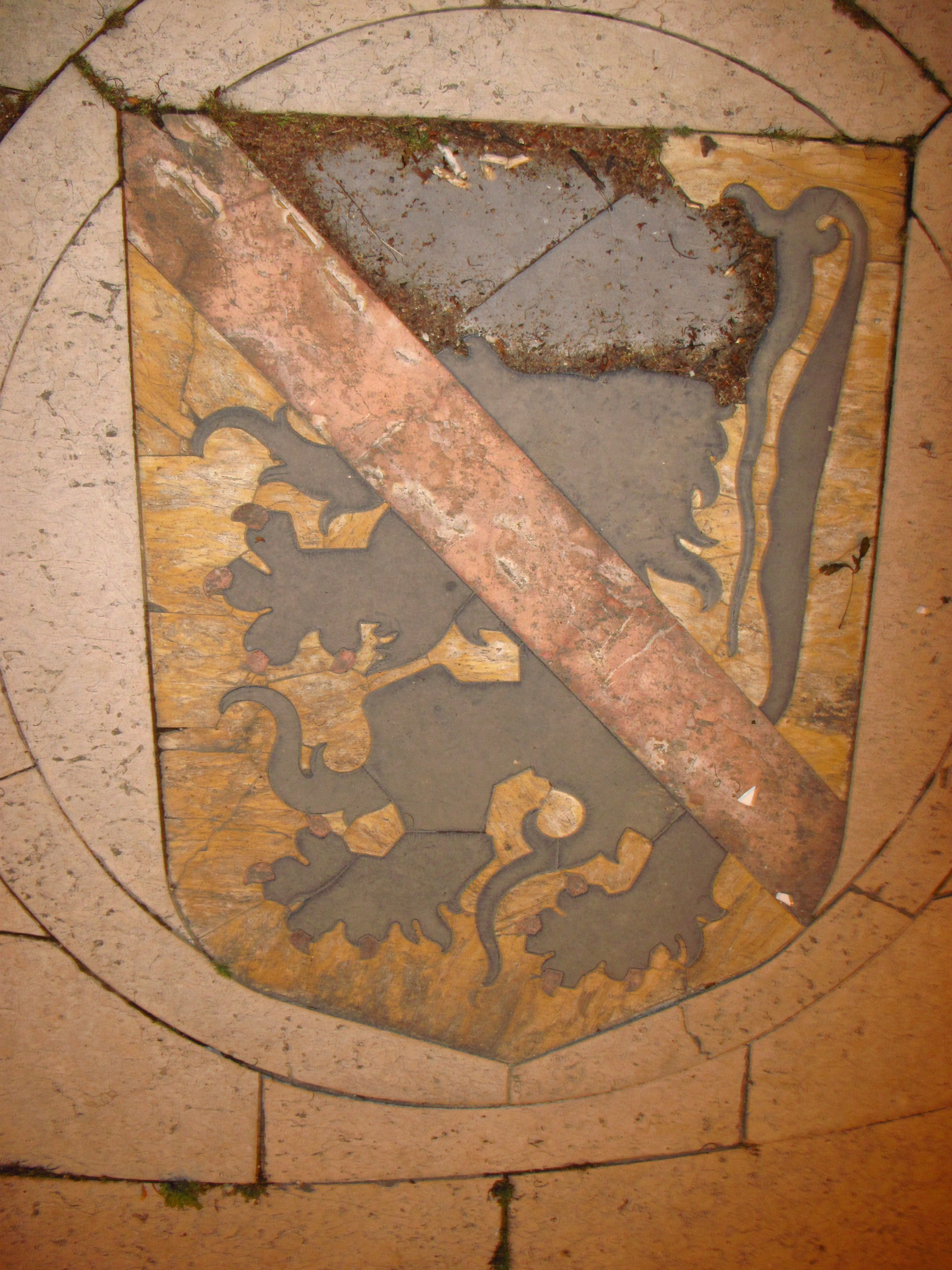
Armoiries de la province de Namur.
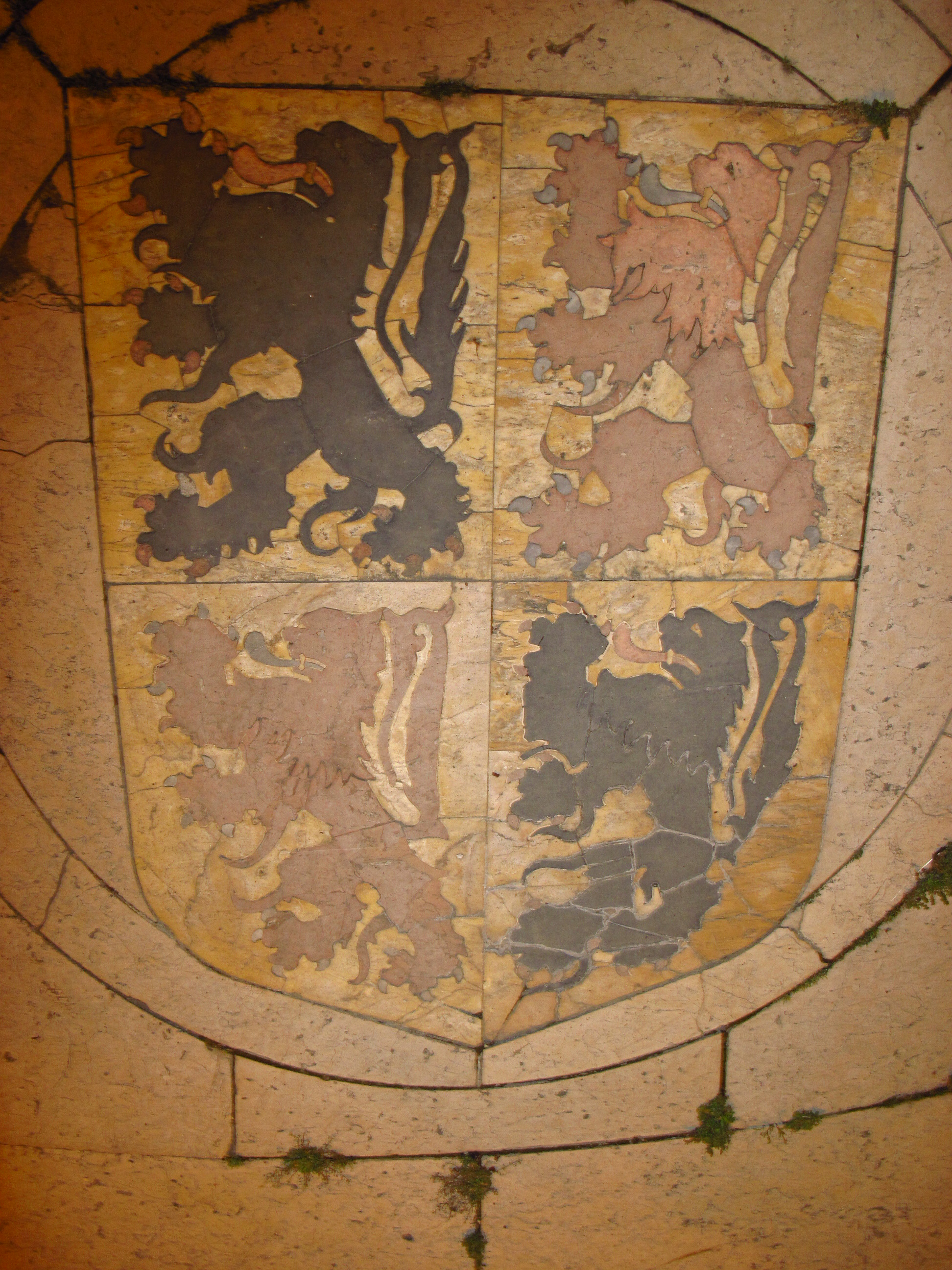
Armoiries de la province de Hainaut.
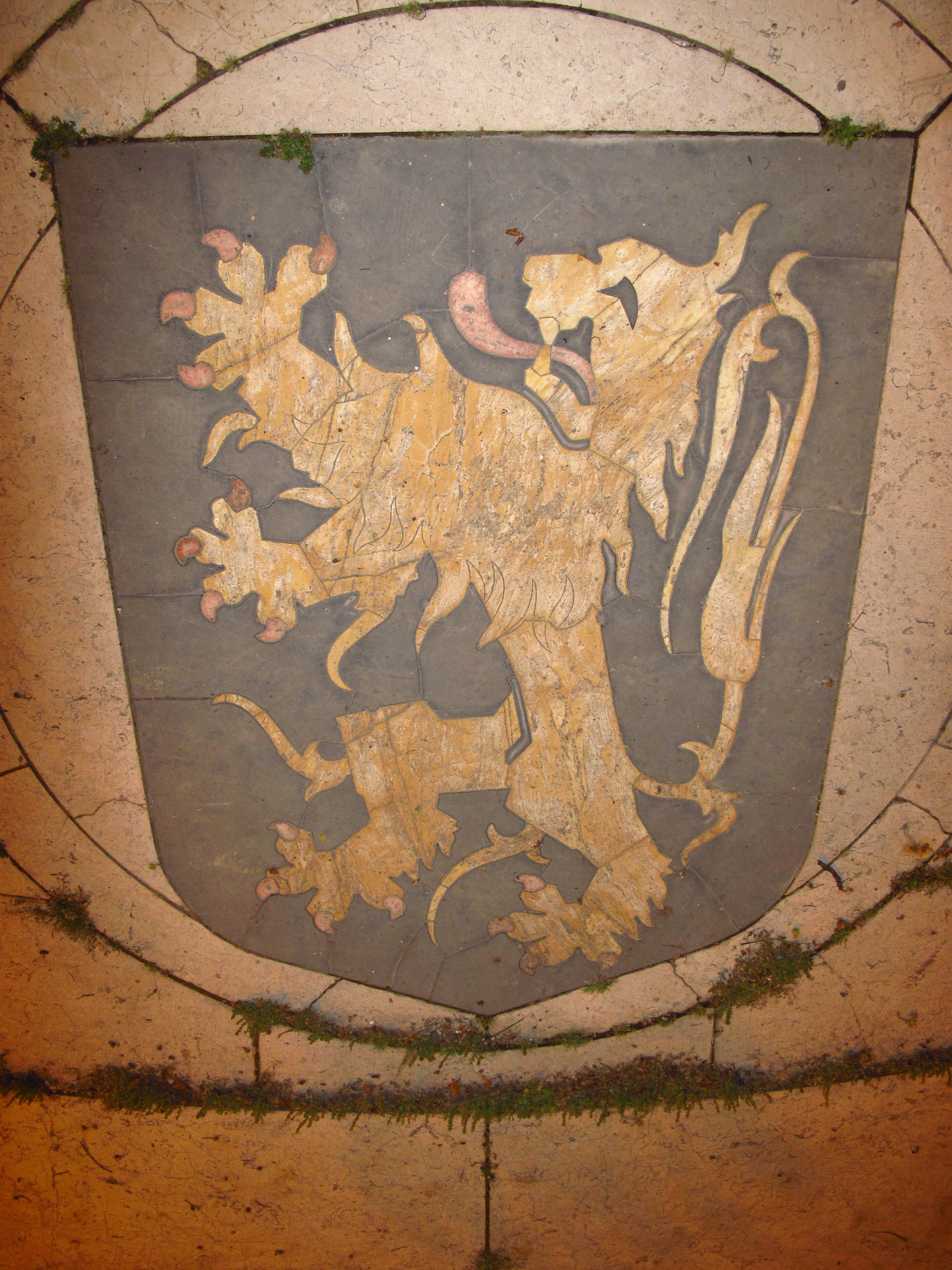
Armoiries de la province de Brabant.
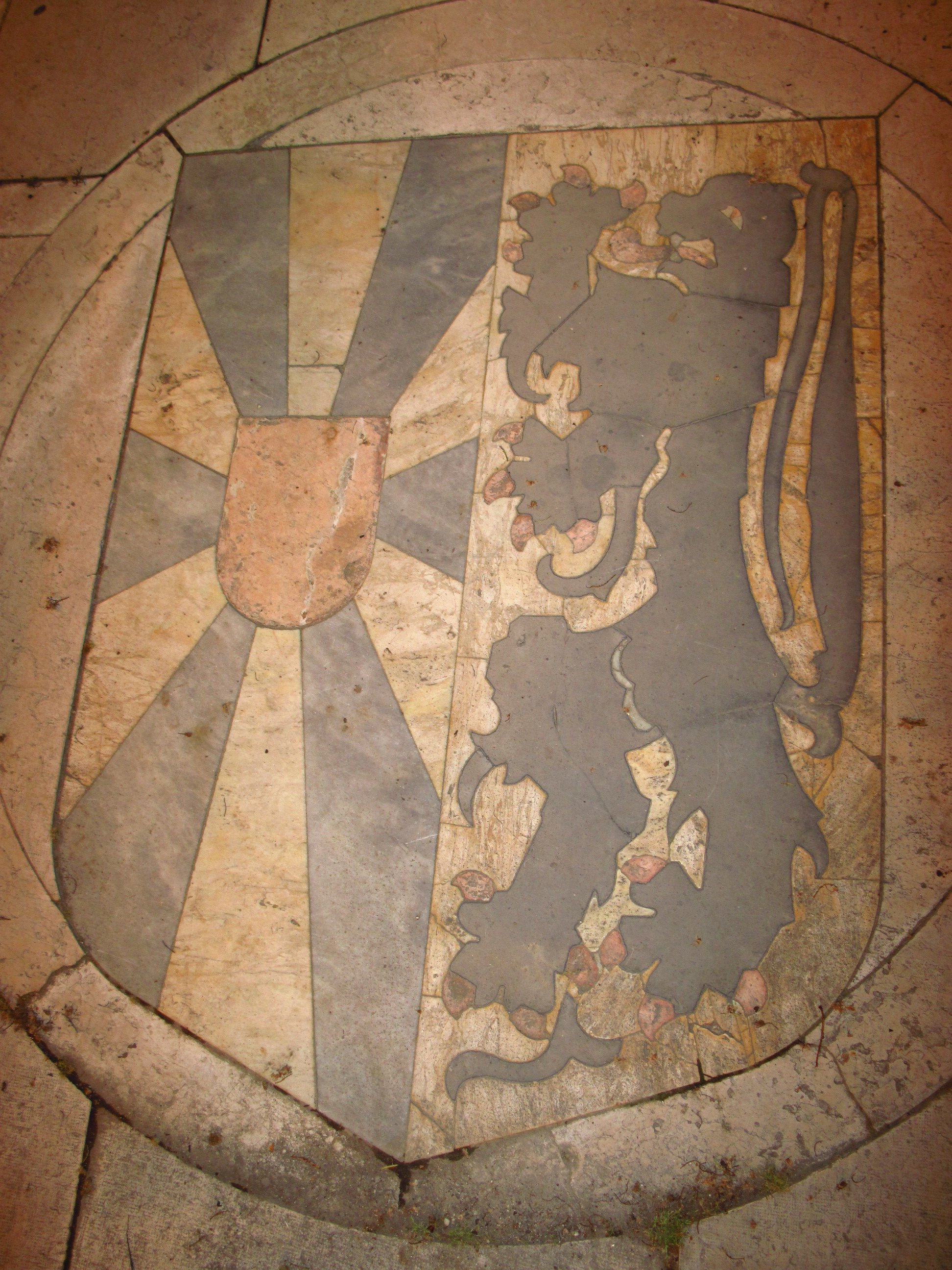
Armoiries de la province de Flandre-Occidentale.
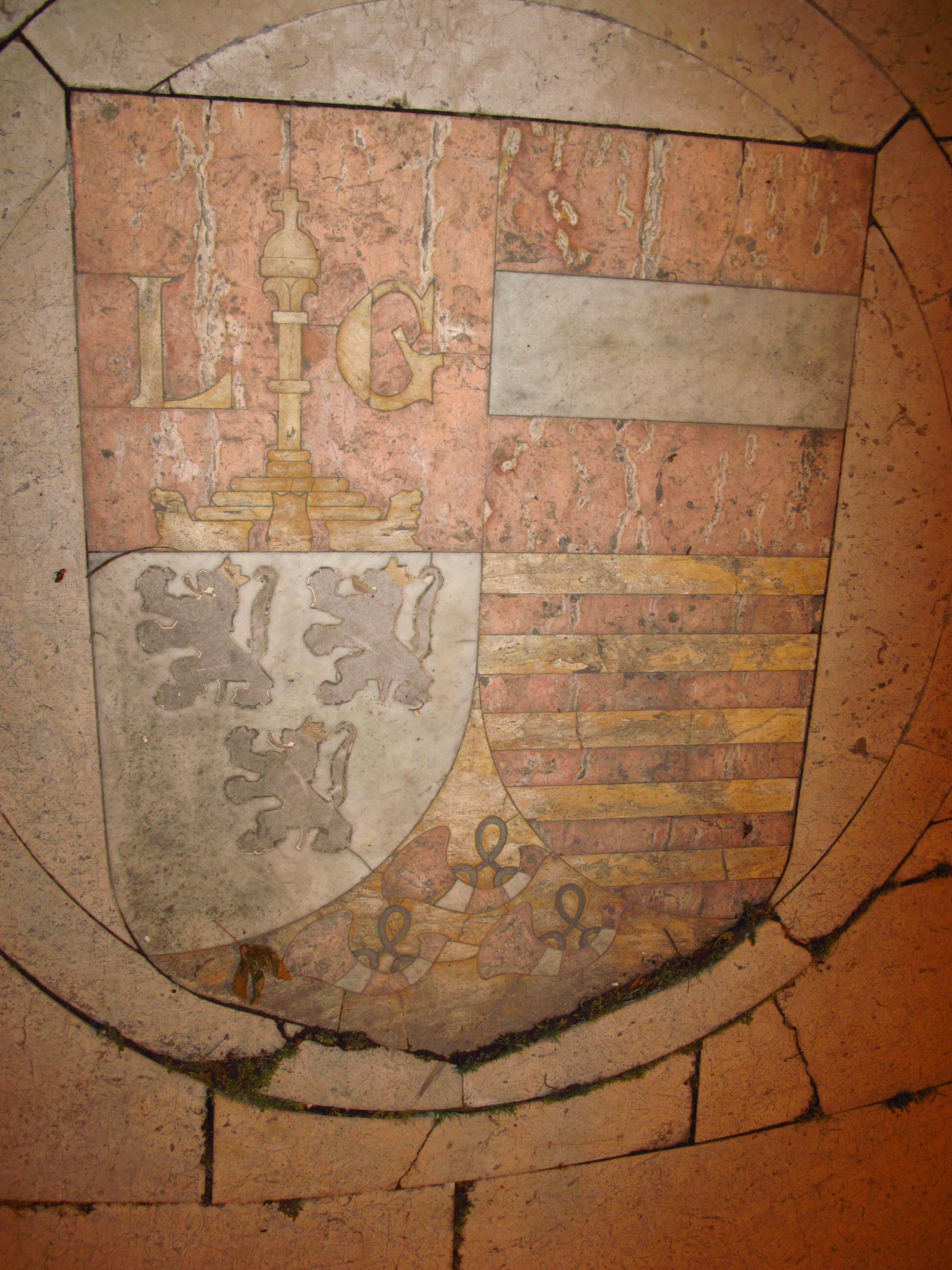
Armoiries de la province de Liège.
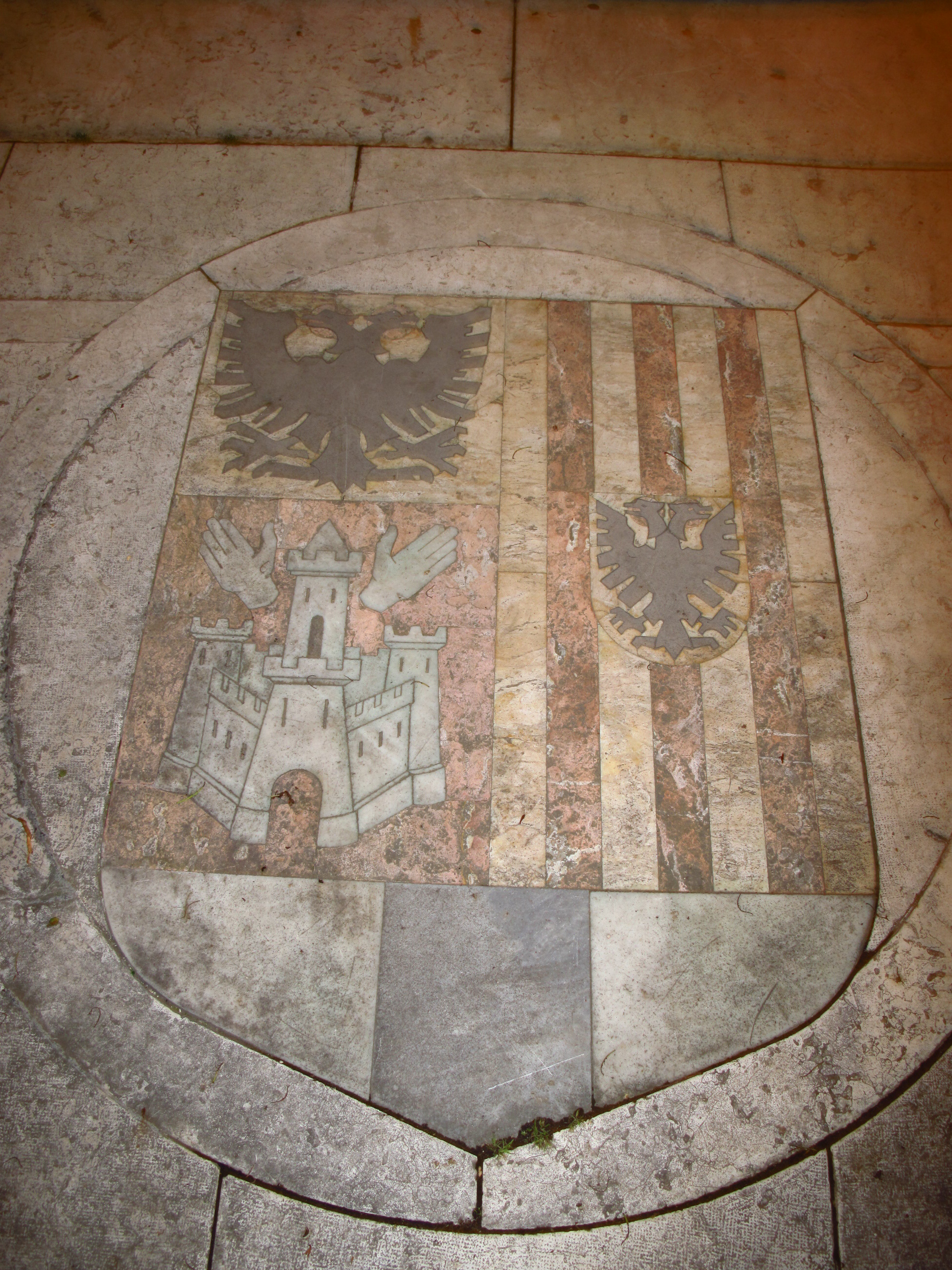
Armoiries de la province d'Anvers.
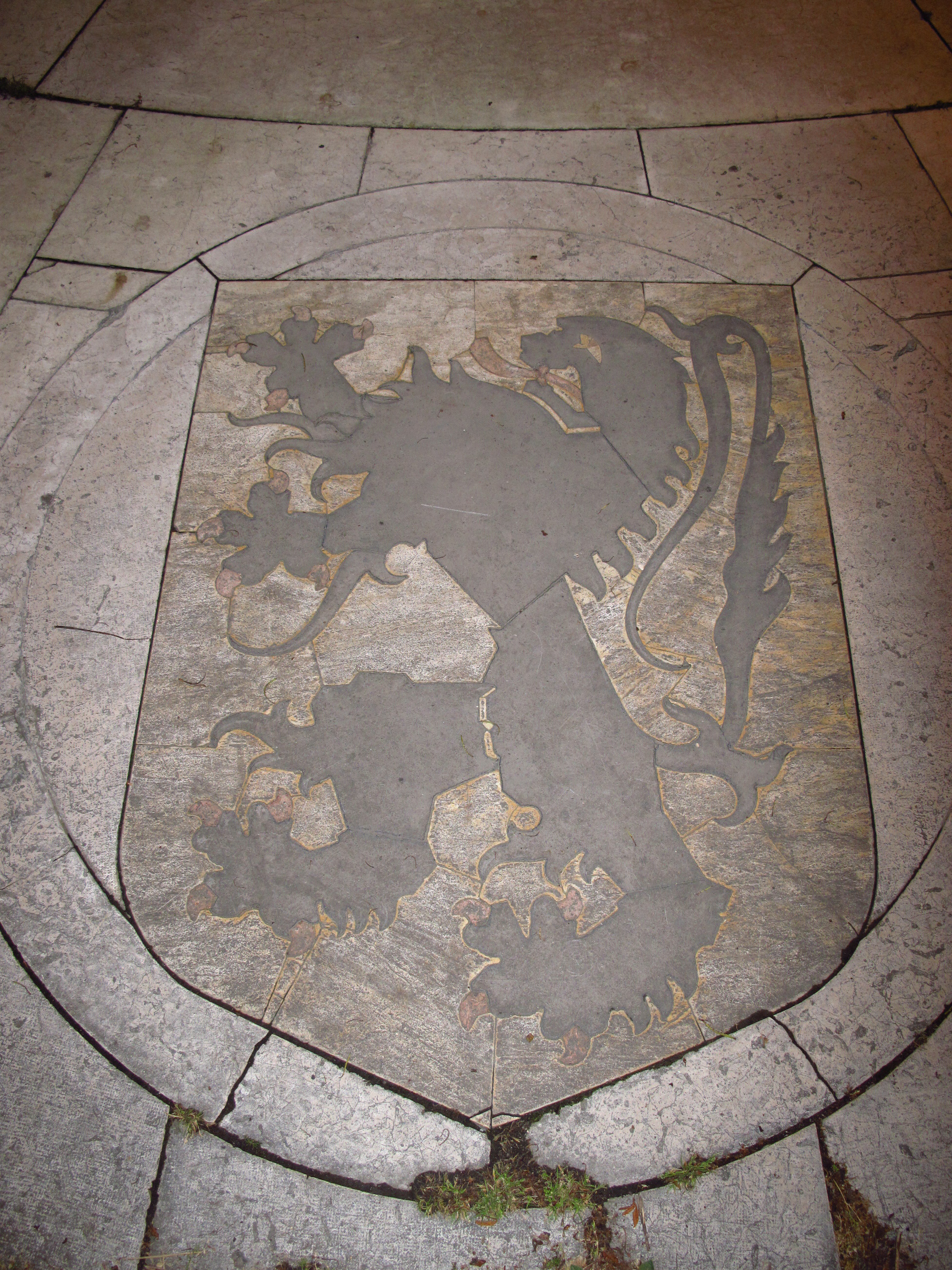
Armoiries de la province de Flandre-Orientale.